# Awst (I)
Awst (I) est un roi gallois de Brycheiniog de la fin du VIe siècle
Awst ou Agust est le fils putatif de Rhun Dremrudd, son nom est une celtisation du latin Augustus. Un roi de ce nom, « Agust rex Brecheinniauc », avec ses deux fils, Elguid [Elwydd] et Riguallaun [Rhiwallon], est mentionné dans le Livre de Llandaf. Ils figurent aussi dans deux chartes dans lesquelles Awst fait des donations à l'église de propriétés situées à Lann-gors et Llanwrfaeth [=Llandeilo'r-fân] dans le Brycheiniog. Parmi les témoins en trouve l'évêque  Oudocée. Les chartes sont probablement établies vers 685.